# 何玉芬
何玉芬博士，MH是香港迦密中學的校長、香港輔導教師協會副主席、榮譽顧問兼前任會長、青年發展委員會委員；同時每逢星期六晚上8:30至9:00都會在香港電台第一台與鍾傑良共同主持探討香港教育問題的長壽節目《教學有心人》。她憑著多年在香港教育界的貢獻，於2013年榮獲行政長官社區服務獎狀。

## 簡歷
何玉芬是生物科教師，在香港中文大學取得理學士、教育文憑、教育心理學教育碩士。2002年，基於當時香港的教育統籌局向全香港中學發表公開試的「增值指標」，促使何玉芬「啟動自我偵錯機制」，從而令她重返中大校園，以數年時間取得教育博士（教育行政及政）資格:11-12。她的博士研究主題是透過當時的「香港教育改革為背景脈絡，尋找教師聲音、探索教師身份和自我的質化」:11。
2012年，何玉芬博士仍在何文田的迦密中學任職副校長；2016年學年轉任迦密愛禮信中學升任校長。2018年4月，時任香港特首林鄭月娥改組青年事務委員會為青年發展委員會，何玉芬博士亦獲委任為委員之一。2023年，何玉芬博士在迦密中學任職校長。

## 著作
- 《生涯規劃一本通》（2014年，明報出版社，ISBN 978-988-828-801-4）
- 《教育改革與「陽剛氣」霸權》（2009年，香港大學出版社，ISBN 978-962-209-971-5）
- 《流沙上的朝聖足跡：從教師口述個案看教育承傳與教改》（2006年，進一步多媒體有限公司）